# 関根尚
関根 尚（せきね なお）は、日本の漫画家。女性。既婚。群馬県出身。
以前は、夏生 尚名義で活動していたが結婚を機に関根姓で活動している。2010年に長女を出産。2023年現在三児（女児2人、男児1人）の母。

## 経歴
- 多摩美術大学在学中に週刊少年ジャンプに掲載されていた新人漫画家募集企画を見て漫画を応募。
- 2002年、第56回赤塚賞において「白い白馬から落馬」が佳作に入選。第59回赤塚賞でも「BULLET CATCHERS」が佳作に入選した。両作品を含め、合計4作品が週刊少年ジャンプに掲載されるが連載には至らなかった[注釈 1]。
- 2005年、週刊少年ジャンプの増刊号「GAG SPECIAL 2005」に読切作品「ネコタ!」が掲載されたのを最後に集英社から縁遠くなる。その後、モーニングに漫画の持ち込みをしたが掲載には至らず。アシスタントとして5年ほど修行を重ねる。
- 漫画家の中村珍に（当時）週刊コミックバンチの編集者を紹介される。2009年、コミックバンチの公式サイト上で、自身の妊娠をネタにした漫画を掲載したところ、夫のキャラクターが面白いと評判になる。
- 2010年、月刊コミックゼノン創刊にあたり、前述の夫をメインにした漫画「パパは鈍感さま」の企画（プロット）を提出したところ、今までにないイクメン（育児に積極的な男性≒育児メン）漫画であると評価され採用。同誌創刊号より連載を開始。2012年11月号まで約2年の連載は関根にとって初の長期連載となった。
- 2012年11月、スマートフォンアプリ「Family Apps」にて4コマ漫画『リアルタイムなのは通信☆パパは鈍感さまZ』を配信（毎週金曜日更新）した。

## 作品

### 連載
- パパは鈍感さま（月刊コミックゼノン2010年12月号（創刊号） - 2012年11月号）

育児とイクメンを織り交ぜたエッセイ漫画。2010年7月13日に誕生した作者の長女・なのはの成長と、娘の成長を喜びながらも育児にはあまり協力的ではない夫のゆるいキャラに翻弄される作者を中心に描いている。
月刊コミックゼノン2012年6月号よりサブタイトルを「旦那イクメン化計画」から「子育てよりダメ旦那育て!?」に変更。単行本も後者のタイトルで出版された。
- リアルタイムなのは通信☆パパは鈍感さまZ（2012年11月- ） - 上記『パパは鈍感さま』の後続となる作品。スマートフォンアプリ「Family Apps」での連載。
- ナオのガマン道（週刊コミックバンチ公式ウェブサイト、連載終了）
- 『週刊モーニング』巻末ページ「ヨロズ屋」（連載終了）

## 単行本
- 『パパは鈍感さま 子育てよりダメ旦那育て!?』（2012年4月20日、徳間書店：ゼノンコミックス）ISBN 978-4199800795
- 『教科書では教えてくれない日本文学のススメ』（2015年3月31日、学研プラス）ISBN 978-4054062153
- 『夫イクメン化計画奮闘日記』（2015年11月17日、学研プラス）ISBN 978-4054063600
- 『実は昼ドラちっくな!? 百人一首』（2018年12月15日、ベストセラーズ）ISBN 978-4584138977

## 関連人物
- 中村珍 - 『羣青』の単行本にスタッフとして名前が記載されており、イラストも掲載されている。